# Josva Kleist
Hans Hoseas Josva Kleist (14. ledna 1879, Nanortalik – 29. března 1938, Narsarmijit) byl grónský katecheta, básník a zemský rada.

## Životopis
Josva Kleist byl synem Jakoba Emanuela Adolfa Isaka Kleista a jeho manželky Marie Elisabeth Sabine Berthelsenové, jeho prastrýcem byl básník a učitel Rasmus Berthelsen. V roce 1903 se v Nuuku oženil s Ketura Helene Juliane Holmovou (1882–1904), dcerou truhláře Nielse Edvarda Julia Carla Holma a jeho manželky Helene Batseby Debory Eleonory Esther Heilmannové. Jeho žena zemřela při porodu v následujícím roce a Josva Kleist se v roce 1907 oženil s Bolethe Marií Ingeborg Chemnitzovou (1888–1957), dcerou faráře a katechety Jense Antona Barsilaie Ignáce Chemnitze (1853–1929) a jeho manželky Ane Marie Jacobine Cathrine Holmové (1858–1929) a sestrou Jørgena Chemnitze.
Z tohoto manželství vzešel mimo jiné jejich syn Rink Kleist (1912–1977), který se stal proboštem, a dcera Marie "Maaliaaraq" Athalie Qituraq Kleist (1917–2012), která se stala známou spisovatelkou. Jeho další dcera Savfine Martine Pouline (1914–?) se provdala za Louise Jensena (1911–1992), chovatele ovcí.
Do roku 1903 navštěvoval Grónský seminář, kde se vzdělával jako katecheta. Jako takový nakonec dlouhá léta působil v Narsarmijitu. Kromě práce katechety byl činný i jako básník. Ve svých básních Josva Kleist varuje před závislostí na kávě a cigaretách a nabádá lidi, aby nebyli konzervativní a tvrdohlaví, avšak nezapomínali na staré zvyky.
V letech 1911 až 1922 zasedal v jihogrónské zemské radě a následně byl ještě přítomen jako zástupce na zasedáních v letech 1925, 1932, 1933 a 1937.